# La Libertad, Igualapa
La Libertad är en ort i Mexiko.   Den ligger i kommunen Igualapa och delstaten Guerrero, i den sydöstra delen av landet, 300 km söder om huvudstaden Mexico City. La Libertad ligger 609 meter över havet och antalet invånare är 367.
Terrängen runt La Libertad är kuperad. Runt La Libertad är det ganska glesbefolkat, med 23 invånare per kvadratkilometer. Närmaste större samhälle är Ometepec, 10,0 km sydost om La Libertad. Omgivningarna runt La Libertad är en mosaik av jordbruksmark och naturlig växtlighet.